# لشکر بیست و یکم زرهی (ورماخت)
لشکر بیست و یکم زرهی (به آلمانی: 21. Panzer-Division) یکی از لشکرهای زرهی نیروی زمینی آلمان در دوره رایش سوم بود که در سال ۱۹۴۱ تشکیل شد و در جریان جنگ جهانی دوم در شمال آفریقا و جبهه غربی به عملیات پرداخت.

## تشکیل

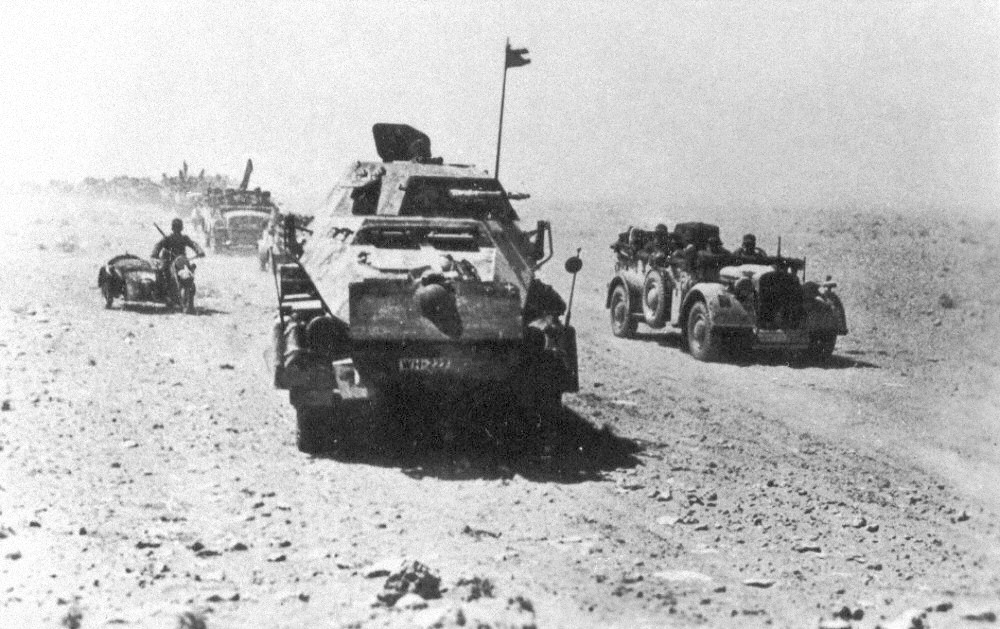
بیست و یکمین پانزر اعزامی به شمال آفریقا

این لشکر روز ۱۸ فوریه سال ۱۹۴۱ در ابتدا تحت عنوان لشکر پنجم سبک موتوریزه و تماما با استفاده از یگان‌های لشکر سوم زرهی به فرماندهی سرتیپ یوهانس اشترایش در لیبی در شمال آفریقا ایجاد شد. این یگان‌ها شامل هنگ ۵ زرهی، هنگ ۲۰۰ پیاده‌نظام، گردان ۳۹ ضد تانک موتوریزه، گردان ۳ شناسایی و یک گردان از هنگ ۷۵ توپخانه که همگی توان رزمی کمتر از معمول داشتند، بود. ستاد لشکر پنجم سبک به کمک ستاد تیپ ۳ زرهی تشکیل گردید. یگان‌ها و آرایش‌های دیگری همچون گردان ۶۰۶ ضد هوایی، گردان ۶۰۵ ضد تانک و گردان‌های ۲ و ۸ مسلسل نیز به این نیرو پیوستند. در این زمان هنگ ۵ زرهی لشکر تنها ۱۳۰ تانک در اختیار داشت که یک سوم از آن‌ها نیز تانک‌های بدون تسلیحات شناسایی و فرماندهی بودند. تا ماه سپتامبر توان لشکر تا جایی که تدارکات امکان آن را می‌داد به سطح یک لشکر زرهی رسانده شد و عنوان آن به لشکر بیست و یکم زرهی تغییر یافت.